# Pilea diandra
Pilea diandra är en nässelväxtart som beskrevs av Ignatz Urban. Pilea diandra ingår i släktet pileor, och familjen nässelväxter. Inga underarter finns listade i Catalogue of Life.